# Jan Nepomuk Pálffy z Erdődu
Jan Nepomuk hrabě Pálffy z Erdődu, svobodný pán z Újezdu, po roce 1918 jen Jan Nepomuk Pálffy (10. října 1872 Retzhof – 11. května 1953 Štýrský Hradec) byl český šlechtic z významného uherského rodu Pálffyů, hrabě a velkostatkář. Byl posledním soukromým majitelem zámků Březnice, Merklín a Vacíkov.

## Život
Narodil se jako nejmladší dítě a jediný syn poslance Říšské rady a Českého zemského sněmu hraběte Eduarda Pálffyho z Erdődu a jeho manželky Marie Eleonory z Walterskirchenu. Vyrůstal na zámku Březnice a Blovice, které jeho otec zdědil po smrti Jana Krakovského z Kolovrat v roce 1872. 
Jan Pálffy byl vášnivým cestovatelem, což dokládají bohaté sbírky z jeho cest po Africe, dnes umístěné na zámku Březnice, a propagátorem fotografování, jež využíval k dokumentaci svých cest. Správu rodových statků převzal roku 1900 a pokračoval v racionální hospodářské politice svého otce. Panství březnických Pálffyů v Čechách tehdy zabíralo rozlohu více než 9 000 hektarů lesů a orné půdy. Eduard Pálffy zemřel roku 1915 a Jan Nepomuk tak zdědil veškerý jeho majetek. 
V roce 1919 prodal zámek v Blovicích textilnímu továrníkovi Adolfu Klikarovi a nadále mu zůstala pouze panství Merklín a Březnice, zmenšená pozemkovou reformou. Společně s dalšími zástupci české šlechty podepsal deklaraci na obranu československého státu a národa z 24. ledna 1939 a poté i se synem Karlem (1900–1979) se v září 1939 připojili k Národnostnímu prohlášení české šlechty, ale již roku 1941 přijali oba německé říšské občanství. Po ukončení druhé světové války byl veškerý jeho majetek znárodněn na základě dekretů prezidenta republiky. 
Následně odešel do Rakouska, kde ve Štýrském Hradci roku 1953 zemřel.

## Rodina
V roce 1898 se oženil s Ferdinandinou Wurmbrand-Stuppach (1872–1954) a společně měli čtyři děti:
- 1. Vilemína (12. 12. 1898 Praha – 23. 11. 1978 Innsbruck)
  - ⚭ (1937) Roman Wisata (14. 7. 1909 Praha – ?)
- 2. Karel (23. 6. 1900 Březnice – 8. 4. 1979 Mariapfarr, Salcbursko)
  - ⚭ (1929) Ilona Hoyos-Wenckheim (4. 5. 1907 Vídeň – 22. 3. 2005 Mariapfarr)
- 3. Žofie Marie (8. 6. 1901 Březnice – 5. 8. 1976 Vídeň)
  - ⚭ (1925) Gerolf Coundenhove-Kalergi (18. 12. 1896 Poběžovice – 30. 12. 1978 Londýn)
- 4. Markéta (6. 9. 1902 Březnice – 4. 10. 1979 Salcburk)
  - ⚭ (1921) hrabě Alois Serenyi (13. 9. 1893 Luhačovice – 26. 4. 1957 Vídeň), rozvedli se roku 1939

## Galerie

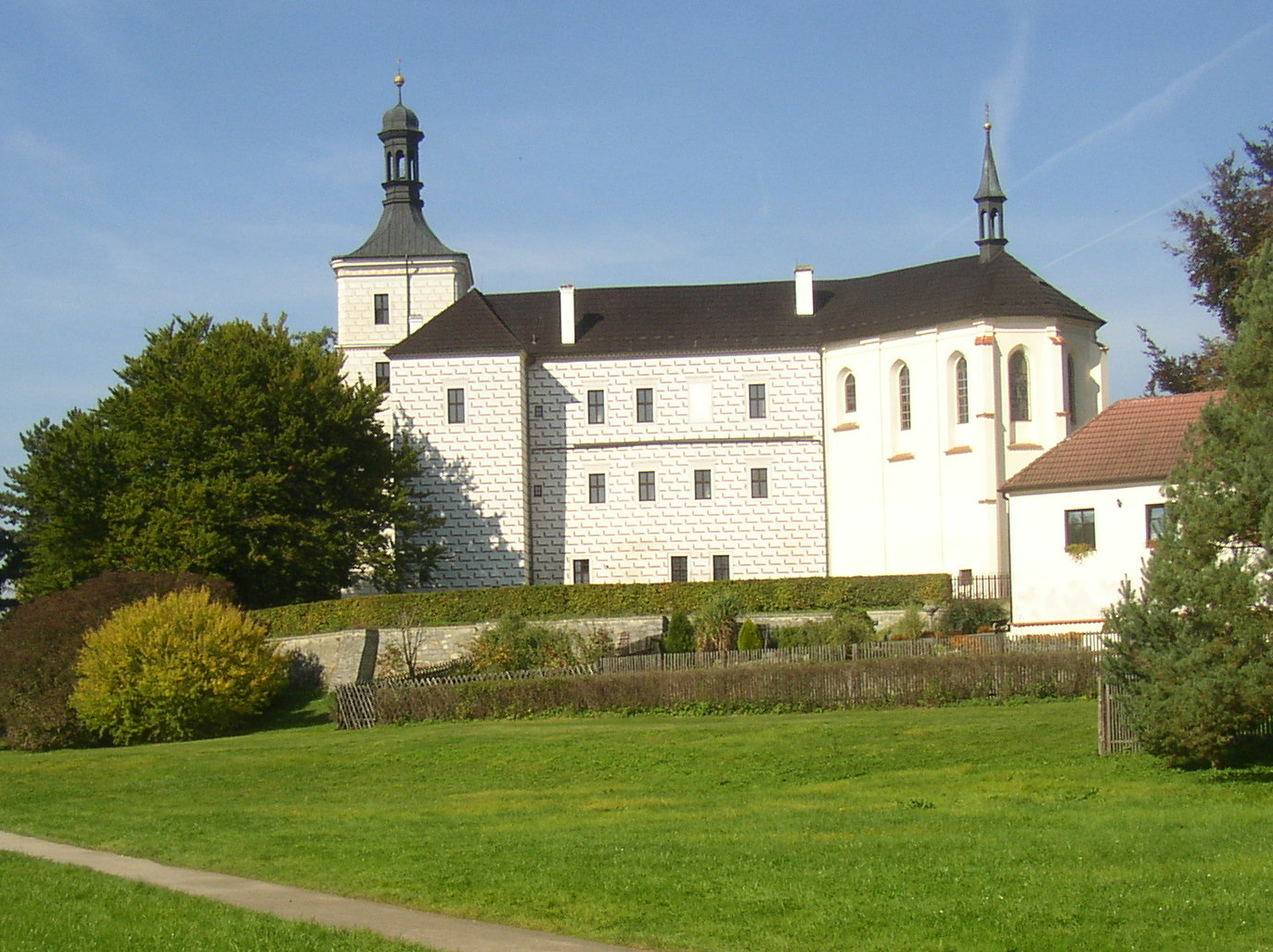
Zámek Březnice - za držení Jana Pálffyho došlo v roce 1933 k překrytí renesanční sgrafitové výzdoby jednoduchou šedou omítkou.
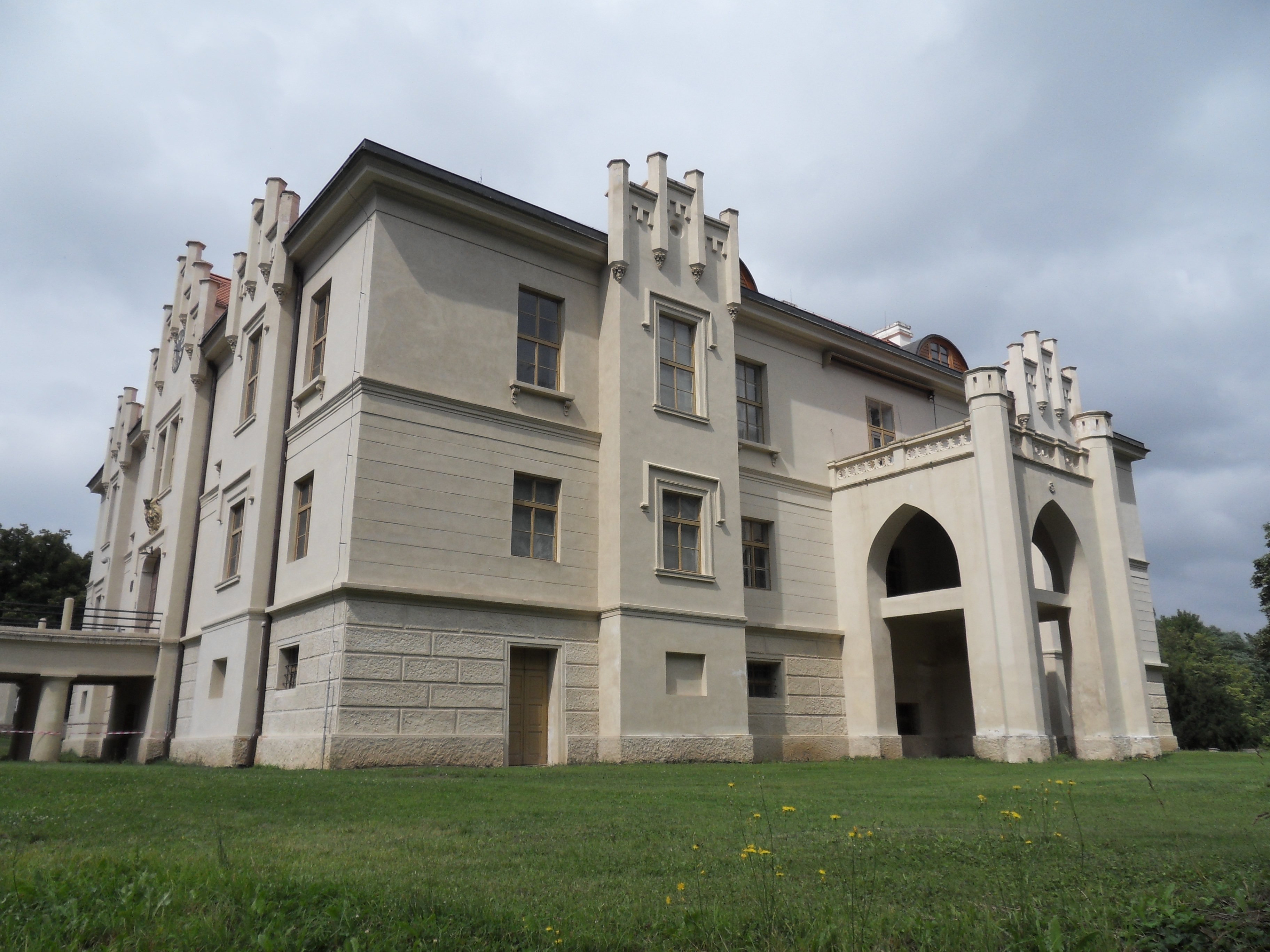
Zámek Blovice (letní sídlo Pálffyů) - roku 1919 prodal Jan Pálffy zámek textilnímu továrníkovi Adolfu Klikarovi.